# 날개옷 설화

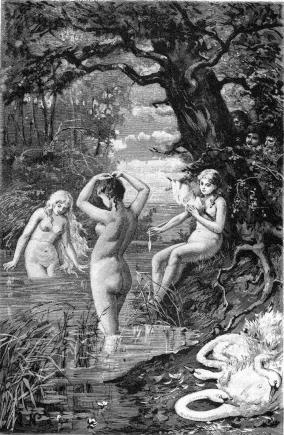
날개옷 설화

날개옷 설화(羽衣伝説), 또는 백조처녀 설화(swan maiden)는 ‘날개옷’에 관련된 설화를 말한다. 한국의 ‘선녀와 나무꾼’이 여기에 포함된다.

## 전설
거의 전 세계적으로 있는 이 설화에는 공통점이 있다. 한 총각이 여자의 날개옷을 훔쳐서 날아가지 못하도록 하여 결혼한다. 여자는 남자와 같이 살면서 아이를 낳는다.
남자가 숨겨놓은 날개옷을 찾아내어 살던 곳으로 돌아가는데, 대부분의 경우 여자는 아이를 놓고 간다.
만약 남자가 여자를 다시 만나게 될 경우 만나러 가는 과정은 힘들거나, 거의 불가능하여 포기하는 내용의 이야기도 있다.

## 동물 아내 모티프
동물 아내 모티프에 관련된 민속 이야기는 전 세계에서 발견된다. 이탈리아 동화 "The Dove Girl"은 비둘기가 등장하는 특징을 갖는 설화다. 동물과 인간의 모양으로 번갈아 가며 등장하는 방식의 이야기들도 많다. 크로아티아 이야기에는 특별히 늑대의 모습을 한 여주인공이 등장한다. 그리고 아프리카에서는 버팔로의 모습을 한 처녀를 통해 비슷한 컨셉과 주제가 반복되기도 한다. 동아시아에서는 다양한 조류의 모습으로 변형되는 처녀가 등장하는 이야기가 많다. 한편, 러시아의 동화에는 처녀인 백조와 관련된 여러 이야기와 인물들이 등장한다. Hagoromo의 일본 전설에서는 동물 모습을 한 아내가 천상에 돌아가지 못하도록 하기 위해 날개옷을 도난당하는 모습으로 자주 나타난다.
또 다른 관련 이야기로는, 카우 허드와 위버 걸의 중국 신화가 있는데, 여기에서는 7명의 요정 자매 중 한 명이 희생하여 나머지 자매들의 날개옷을 숨기고 있는 외양간지기의 아내로 취해지기도 한다. 그녀는 알몸으로 날개옷만 입고 있었기 때문에 어쩔 수 없이 그의 아내가 되었다. 주목할만한 일본 이야기 중 하나인 "두루미 아내"(쓰루 노보)는 인간으로 변장한 두루미와 결혼하는 남자에 관한 이야기다. 돈을 벌기 위해 두루미 아내는 남자가 판매하는 실크 브로케이드를 짜기 위해 자신의 깃털을 뜯어 내기도 했다. 그러나 그녀는 깃털을 뽑으면 뽑을수록 점점 몸이 아프기 시작했다. 남자는 아내의 본래 정체와 병의 이유를 발견하면서 자연스레 그녀를 떠나게 된다. 그밖에도 키츠네와 결혼한 남성이나 인간의 모습을 한 여우의 영혼이 깃든 여성과 결혼한 일본의 이야기도 많이 있다. 그녀는 남편이 진실을 발견 할 때까지 기꺼이 그의 곁에 머물며 기다렸으나, 진실이 드러난 시점에서 그녀는 남편을 떠나야만 했다.
Julien d' Huy에 따르면, 이러한 주제는 유럽 선사 시대에도 존재했을 것이며 버팔로 처녀가 여주인공이 될 것이라고 주장했다. 실제로, 이 저자는 haplogroup X의 영역과 일치하는 지역에서 북미와 유럽에서 다리가 네 개인 동물을 모티브로한 이야기에 대한 증거를 발견하기도 했다.

## 문화별 차이
한국과 일본에서는 여자가 날개옷을 입어야 하늘나라로 갈 수 있는 선녀이다. 한국에서는 선녀가 아이를 데리고 가게된다.
대부분의 유럽 지역에서는 백조 깃털을 입고 나는 여자가 등장한다. 이탈리아에서는 비둘기이다. 켈트족 설화에는 물개의 모습을 한 셀키가, 크로아티아 전설에는 여자 늑대인간이 등장한다. 아프리카에서는 버팔로로 변하는 여자가 등장하는 비슷한 이야기가 있다.

## 영향
발레 《백조의 호수》에 백조로 변하는 여자가 등장한다. 《선녀전설 세레스》는 이 설화를 토대로 만든 만화다.

## 같이 보기
- 셀키
- 멜뤼진
- 운디네
- 백조 기사
- 선녀와 나무꾼